# Россйоки

Россйоки — река в России, протекает в Кольском районе Мурманской области. Впадает в Верхнетуломское водохранилище. До образования водохранилища была притоком реки Нота, длина реки составляла 18 км, площадь водосборного бассейна 102 км².
На реке много порогов, в устье водопад.

## Данные водного реестра
По данным государственного водного реестра России относится к Баренцево-Беломорскому бассейновому округу, водохозяйственный участок реки — Тулома от истока до Верхнетуломского гидроузла, включая Нот-озеро, речной подбассейн реки — подбассейн отсутствует. Речной бассейн реки — бассейны рек Кольского полуострова, впадает в Баренцево море.
По данным геоинформационной системы водохозяйственного районирования территории РФ, подготовленной Федеральным агентством водных ресурсов:
- Код водного объекта в государственном водном реестре — 02010000312101000001950

Несмотря на то, что Верхнетуломское водохранилище было заполнено в 1964—1965 годах в реестре Россйоки считается притоком Ноты.